# Meteorologiåret 1918

## Händelser

### Januari
- 14 januari
  - Med - 38,5 °C i Lommaryd, Sverige uppmäts köldrekordet för Småland och Götaland [1].
  - Med - 42.0 °C i Knon, Sverige tangeras köldrekordet för Värmland från 1917 [1].
- 21 januari – I Grímsstaðir, Island uppmäts temperaturen −37.9 °C (−36.2 °F), vilket blir Islands lägst uppmätta temperatur någonsin [2].

### Mars
- 9 mars – En snöstorm i Minnesota, USA lämnar 11 inch snö i Twin Cities [3].

### Augusti
- 21 augusti – En tornado slår till mot Tyler i Minnesota, USA och dödar 36 personer samt förstör innerstaden [4].

### Oktober
- 12 oktober – Hösttorka i Minnesota, USA orsakar bränder som dödar minst 453 personer och skadar 1 000 [5].

### November
- 3 november – I Dunbrody, Östra Kapprovinsen, Sydafrika uppmäts temperaturen + 50.0 °C (122 °F) vilket blir Sydafrikas högst uppmätta temperatur någonsin [6].

### Okänt datum
- Geofysisk institutt bildas i Tromsø, Norge [7]
- Snömätningar inleds i Buenos Aires, Argentina [8].

## Födda
- 13 april – Nash Roberts, amerikansk meteorolog.
- 5 maj – Alexander Obukhov, rysk fysiker och meteorolog.
- 13 juni – Jacqueline Wonsetler, amerikansk meteorolog.
- 19 augusti – Hans Økland, norsk meteorolog och geofysiker.

## Avlidna
- 28 maj – Richard Assmann, tysk meteorolog.

### Fotnoter
1. 1 2  SMHI
2. ↑  Extremes Arkiverad 15 november 2012 hämtat från the Wayback Machine. Instituto de Meteorologia, IP Portugal
3. ↑  ”Arkiverade kopian”. Arkiverad från originalet den 11 juni 2014. https://web.archive.org/web/20140611100013/http://climate.umn.edu/pdf/day_in_weather_history/march_wx_history.pdf. Läst 26 januari 2015.
4. ↑  ”Arkiverade kopian”. Arkiverad från originalet den 26 juli 2010. https://web.archive.org/web/20100726102403/http://www.climate.umn.edu/pdf/day_in_weather_history/august_wx_history.pdf. Läst 16 februari 2011.
5. ↑  ”Arkiverade kopian”. Arkiverad från originalet den 26 juli 2010. https://web.archive.org/web/20100726102332/http://www.climate.umn.edu/pdf/day_in_weather_history/october_wx_history.pdf. Läst 16 februari 2011.
6. ↑  Details of the temperature, rainfall and wind extremes recorded in SA Arkiverad 7 augusti 2011 hämtat från the Wayback Machine. South African weather service. Läst 22 juni 2010]
7. ↑  MET
8. ↑  SMHI Arkiverad 27 oktober 2012 hämtat från the Wayback Machine.